# TV CPLP
A TV CPLP é uma proposta de canal de televisão feita no seio da Comunidade dos Países de Língua Portuguesa para ser transmitido internacionalmente. Os seus custos serão suportados pela UNESCO e pelo Governo Português. Todos os seus programas serão emitidos em português. Na CPLP, a proposta foi discutida no Workshop sobre a Plataforma de Partilha de Conteúdos Televisivos, entre Televisões Públicas dos Países Lusófonos e TV CPLP, em Lisboa em 16 de outubro de 2007; como também na Mesa Redonda para uma Plataforma de Partilha de Conteúdos Televisivos entre Operadores Públicos de Televisão dos Países Lusófonos e TV CPLP, em Lisboa de 5 a 7 de março de 2007.
Irá ser criado pelos seguintes canais de televisão lusófonos e irá ser transmitido pelos 8 países fundadores e também para outros países.
Como Plataforma Lusófona de Intercâmbio de Conteúdo, a proposta foi apresentada no Brasil como um projeto pelo Instituto Cultural Brasil Plus (ICBrPLus) chamado "TV CPLP Via Web" exposto em comissão do Senado Federal do Brasil e aprovado pela Portaria n.º 416 da Secretaria Executiva do Ministério da Cultura.